# Joana Garcia Grenzner
Joana Garcia Grenzner (Madrid, 1977) és una activista feminista, investigadora, periodista i professora universitària espanyola especialitzada en comunicació amb perspectiva de gènere, classe social i ètnia. Exerceix com a docent del Màster de Gènere i Comunicació de la Universitat Autònoma de Barcelona i és membre d'ORIGEN (Observatori Regular de la Igualtat de Gènere en Noticiaris). És coautora de les recerques Fils feministes: seguint el fil del moviment feminista a Catalunya i Sabers i Pràctiques Feministes: una aproximació al moviment feminista català, entre d'altres. També és cofundadora de La independent-Agència de Notícies amb Visió de Gènere i de l'Agència 8M, creada per cobrir la vaga feminista. Escriu habitualment a Pikara Magazine, revista feminista online, i ha col·laborat amb Crític, TV3, Catalunya Ràdio, La Directa, El Periódico, Gara, El Salto-Diagonal i a altres mitjans.